# Z Nation/Episodenliste

Logo zur Serie

Diese Episodenliste enthält alle Episoden der US-amerikanischen Zombieserie Z Nation, sortiert nach der US-amerikanischen Erstausstrahlung. Die Fernsehserie umfasst fünf Staffeln mit 69 Episoden.

## Übersicht
| Staffel | Episodenanzahl | Erstausstrahlung USA | Erstausstrahlung USA | Deutschsprachige Erstausstrahlung | Deutschsprachige Erstausstrahlung |
| Staffel | Episodenanzahl | Staffelpremiere      | Staffelfinale        | Staffelpremiere                   | Staffelfinale                     |
| ------- | -------------- | -------------------- | -------------------- | --------------------------------- | --------------------------------- |
| 1       | 13             | 12. September 2014   | 5. Dezember 2014     | 29. Juli 2015                     | 9. September 2015                 |
| 2       | 15             | 11. September 2015   | 18. Dezember 2015    | 5. April 2016                     | 24. Mai 2016                      |
| 3       | 15             | 16. September 2016   | 16. Dezember 2016    | 26. April 2017                    | 14. Juni 2017                     |
| 4       | 13             | 29. September 2017   | 15. Dezember 2017    | 7. März 2018                      | 30. Mai 2018                      |
| 5       | 13             | 5. Oktober 2018      | 28. Dezember 2018    | 7. März 2019                      | 30. Mai 2019                      |

## Staffel 1
Die Erstausstrahlung der ersten Staffel war vom 12. September bis zum 5. Dezember 2014 auf dem US-amerikanischen Kabelsender Syfy zu sehen. Die deutschsprachige Erstausstrahlung sendete der deutsche Pay-TV-Sender Syfy vom 29. Juli bis zum 9. September 2015.
| Nr. (ges.) | Nr. (St.) | Deutscher Titel                   | Originaltitel            | Erstausstrahlung USA | Deutschsprachige Erstausstrahlung (D) | Regie             | Drehbuch                           | Zuschauer (USA) |
| ---------- | --------- | --------------------------------- | ------------------------ | -------------------- | ------------------------------------- | ----------------- | ---------------------------------- | --------------- |
| 1          | 1         | Zombie-Apokalypse                 | Puppies and Kittens      | 12. Sep. 2014        | 29. Juli 2015                         | John Hyams        | Karl Schaefer                      | 1,58 Mio.       |
| 2          | 2         | Raffinerie des Todes              | Fracking Zombies         | 19. Sep. 2014        | 29. Juli 2015                         | John Hyams        | Michael Cassutt                    | 1,62 Mio.       |
| 3          | 3         | Die Familie                       | Philly Feast             | 26. Sep. 2014        | 5. Aug. 2015                          | Luis Prieto       | Michael Cassutt                    | 1,14 Mio.       |
| 4          | 4         | Der General                       | Full Metal Zombie        | 3. Okt. 2014         | 5. Aug. 2015                          | Michael Robison   | Karl Schaefer & Eric Wallace       | 1,55 Mio.       |
| 5          | 5         | Zombienado                        | Home Sweet Zombies       | 10. Okt. 2014        | 12. Aug. 2015                         | Luis Prieto       | Dan Merchant                       | 1,26 Mio.       |
| 6          | 6         | Die Wiederauferstandenen          | Resurrection Z           | 17. Okt. 2014        | 12. Aug. 2015                         | John Hyams        | Jennifer Derwingson                | 1,57 Mio.       |
| 7          | 7         | Preisschießen                     | Welcome to the Fu-Bar    | 24. Okt. 2014        | 19. Aug. 2015                         | Abram Cox         | Jennifer Derwingson                | 1,34 Mio.       |
| 8          | 8         | Zombiewelle                       | Zunami                   | 31. Okt. 2014        | 19. Aug. 2015                         | John Hyams        | Dan Merchant                       | 1,10 Mio.       |
| 9          | 9         | Rätselhafte Albträume             | Die, Zombie, Die … Again | 7. Nov. 2014         | 26. Aug. 2015                         | Tim Andrew        | Dan Merchant & Karl Schaefer       | 1,30 Mio.       |
| 10         | 10        | Atomic Zombie                     | Going Nuclear            | 14. Nov. 2014        | 26. Aug. 2015                         | Nick Lyon         | Craig Engler & Michael Cassutt     | 1,49 Mio.       |
| 11         | 11        | Die Schwestern der Barmherzigkeit | Sisters of Mercy         | 21. Nov. 2014        | 2. Sep. 2015                          | Rachel Goldenberg | Jennifer Derwingson & Craig Engler | 1,40 Mio.       |
| 12         | 12        | Unter Drogen                      | Murphy’s Law             | 28. Nov. 2014        | 2. Sep. 2015                          | Tim Andrew        | Michael Cassutt & Craig Engler     | 1,61 Mio.       |
| 13         | 13        | Der Doktor des Todes              | Doctor of the Dead       | 5. Dez. 2014         | 9. Sep. 2015                          | John Hyams        | John Hyams & Karl Schaefer         | 1,44 Mio.       |

## Staffel 2
Die Erstausstrahlung der zweiten Staffel war vom 11. September bis zum 18. Dezember 2015 auf dem US-amerikanischen Kabelsender Syfy zu sehen. Die deutschsprachige Erstausstrahlung sendete der deutsche Pay-TV-Sender Syfy vom 5. April bis zum 24. Mai 2016.
| Nr. (ges.) | Nr. (St.) | Deutscher Titel             | Originaltitel                         | Erstausstrahlung USA | Deutschsprachige Erstausstrahlung (D) | Regie             | Drehbuch                        | Zuschauer (USA) |
| ---------- | --------- | --------------------------- | ------------------------------------- | -------------------- | ------------------------------------- | ----------------- | ------------------------------- | --------------- |
| 14         | 1         | Alle wollen Murphy          | The Murphy                            | 11. Sep. 2015        | 5. Apr. 2016                          | John Hyams        | Karl Schaefer                   | 0,94 Mio.       |
| 15         | 2         | Das letzte Rodeo            | White Light                           | 18. Sep. 2015        | 12. Apr. 2016                         | John Hyams        | John Hyams                      | 0,88 Mio.       |
| 16         | 3         | Zombiegras                  | Zombie Road                           | 25. Sep. 2015        | 12. Apr. 2016                         | Dan Merchant      | Dan Merchant                    | 0,99 Mio.       |
| 17         | 4         | Mein kleiner grüner Zombie… | Batch 47                              | 2. Okt. 2015         | 19. Apr. 2016                         | Alexander Yellen  | Michael Cassutt                 | 0,90 Mio.       |
| 18         | 5         | Zombaby                     | Zombaby!                              | 9. Okt. 2015         | 19. Apr. 2016                         | Rachel Goldenberg | Jennifer Derwingson             | 0,88 Mio.       |
| 19         | 6         | Hospital des Grauens        | Zombie Baby Daddy                     | 16. Okt. 2015        | 26. Apr. 2016                         | Tim Cox           | Craig Engler                    | 0,84 Mio.       |
| 20         | 7         | Stadt der Sünde             | Down the Mississippi                  | 23. Okt. 2015        | 26. Apr. 2016                         | John Hyams        | John Hyams                      | 0,76 Mio.       |
| 21         | 8         | Der Sammler                 | The Collector                         | 30. Okt. 2015        | 3. Mai 2016                           | Dan Merchant      | Dan Merchant                    | 0,87 Mio.       |
| 22         | 9         | Zombies der dritten Art     | Rozwell                               | 6. Nov. 2015         | 3. Mai 2016                           | Jason McKee       | Craig Engler                    | 0,84 Mio.       |
| 23         | 10        | Die Horde                   | We Were Nowhere Near the Grand Canyon | 13. Nov. 2015        | 10. Mai 2016                          | Juan A. Mas       | Eric Bernt                      | 0,67 Mio.       |
| 24         | 11        | Konfliktbewältigung         | Corporate Retreat                     | 20. Nov. 2015        | 10. Mai 2016                          | Jodi Binstock     | Micho Rutare                    | 0,77 Mio.       |
| 25         | 12        | Königin der Toten           | Party With the Zeros                  | 27. Nov. 2015        | 17. Mai 2016                          | Abram Cox         | Lynelle White                   | 0,92 Mio.       |
| 26         | 13        | Die Armee der Zombies       | Adiós, Muchachos                      | 4. Dez. 2015         | 17. Mai 2016                          | Abram Cox         | Jennifer Derwingson             | 0,97 Mio.       |
| 27         | 14        | Wie alles begann            | Day One                               | 11. Dez. 2015        | 24. Mai 2016                          | Dan Merchant      | Michael Cassutt                 | 0,83 Mio.       |
| 28         | 15        | Das Ende der Reise?         | All Good Things Must Come to an End   | 18. Dez. 2015        | 24. Mai 2016                          | John Hyams        | Karl Schaefer & Daniel Schaefer | 1,10 Mio.       |

## Staffel 3
Die Erstausstrahlung der dritten Staffel war vom 16. September bis zum 16. Dezember 2016 auf dem US-amerikanischen Kabelsender Syfy zu sehen. Die deutschsprachige Erstausstrahlung sendete der deutsche Pay-TV-Sender Syfy zwischen dem 26. April und dem 14. Juni 2017.
| Nr. (ges.) | Nr. (St.) | Deutscher Titel                            | Originaltitel                   | Erstausstrahlung USA | Deutschsprachige Erstausstrahlung (D) | Regie               | Drehbuch                        | Zuschauer (USA) |
| ---------- | --------- | ------------------------------------------ | ------------------------------- | -------------------- | ------------------------------------- | ------------------- | ------------------------------- | --------------- |
| 29         | 1         | Gnadenlos (1)                              | No Mercy (1)                    | 16. Sep. 2016        | 26. Apr. 2017                         | Abram Cox           | Karl Schaefer & Daniel Schaefer | 1,06 Mio.       |
| 30         | 2         | Gnadenlos (2)                              | No Mercy (2)                    | 16. Sep. 2016        | 26. Apr. 2017                         | Abram Cox           | Karl Schaefer & Daniel Schaefer | 1,06 Mio.       |
| 31         | 3         | Eine neue Mission                          | A New Mission                   | 23. Sep. 2016        | 3. Mai 2017                           | Dan Merchant        | Dan Merchant                    | 1,03 Mio.       |
| 32         | 4         | Wenn der Postmann Zombies gängelt          | Murphy’s Miracle                | 30. Nov. 2016        | 3. Mai 2017                           | Alexander Yellen    | Michael Cassutt                 | 0,86 Mio.       |
| 33         | 5         | Escorpion und die rote Hand                | Escorpion and the Red Hand      | 7. Okt. 2016         | 10. Mai 2017                          | Jason McKee         | Steven Graham                   | 0,85 Mio.       |
| 34         | 6         | Zehntausends Visionen                      | Little Red and the WolfZ        | 14. Okt. 2016        | 10. Mai 2017                          | Juan A. Mas         | Jennifer Derwingson             | 0,80 Mio.       |
| 35         | 7         | Doc fliegt übers Kuckucksnest              | Doc Flew Over the Cuckoo’s Nest | 21. Okt. 2016        | 17. Mai 2017                          | Dan Merchant        | Tye Lombardi                    | 0,77 Mio.       |
| 36         | 8         | Willkommen in Murphytown                   | Welcome to Murphytown           | 28. Okt. 2016        | 17. Mai 2017                          | Jodi Binstock       | Jodi Binstock                   | 0,72 Mio.       |
| 37         | 9         | Qualkampf                                  | Election Day                    | 4. Nov. 2016         | 24. Mai 2017                          | Andrew Drazek       | Delondra Williams               | 0,87 Mio.       |
| 38         | 10        | Nur die Rechtschaffenen haben keine Furcht | Heart of Darkness               | 11. Nov. 2016        | 24. Mai 2017                          | Abram Cox           | Michael Cassutt                 | 0,92 Mio.       |
| 39         | 11        | Sie werden so schnell erwachsen            | They Grow Up So Quickly         | 18. Nov. 2016        | 31. Mai 2017                          | Alexander Yellen    | Craig Engler                    | 0,77 Mio.       |
| 40         | 12        | Drei Engel für Doc                         | Doc’s Angels                    | 25. Nov. 2016        | 31. Mai 2017                          | Youssef Delara      | Natalia Fernandez               | 1,01 Mio.       |
| 41         | 13        | Die Belagerung von Murphytown              | The Siege of Murphytown         | 2. Dez. 2016         | 7. Juni 2017                          | Dan Merchant        | Dan Merchant                    | 0,74 Mio.       |
| 42         | 14        | Duell um Lucy                              | Duel                            | 9. Dez. 2016         | 7. Juni 2017                          | Jennifer Derwingson | Jennifer Derwingson             | 0,76 Mio.       |
| 43         | 15        | Und wenn sie nicht gestorben sind          | Everybody Dies in the End       | 16. Dez. 2016        | 14. Juni 2017                         | Abram Cox           | Abram Cox                       | 0,87 Mio.       |

## Staffel 4
Die Erstausstrahlung der vierten Staffel war vom 29. September bis zum 15. Dezember 2017 auf dem US-amerikanischen Kabelsender Syfy zu sehen. Die deutschsprachige Erstausstrahlung sendete der deutsche Pay-TV-Sender Syfy zwischen dem 7. März und dem 30. Mai 2018.
| Nr. (ges.) | Nr. (St.) | Deutscher Titel              | Originaltitel              | Erstausstrahlung USA | Deutschsprachige Erstausstrahlung (D) | Regie               | Drehbuch                        | Zuschauer (USA) |
| ---------- | --------- | ---------------------------- | -------------------------- | -------------------- | ------------------------------------- | ------------------- | ------------------------------- | --------------- |
| 44         | 1         | Neustart                     | Warren’s Dream             | 29. Sep. 2017        | 7. März 2018                          | Abram Cox           | Karl Schaefer                   | 0,56 Mio.       |
| 45         | 2         | Flucht aus Zona              | Escape from Zona           | 6. Okt. 2017         | 14. März 2018                         | Abram Cox           | John Hyams                      | 0,55 Mio.       |
| 46         | 3         | Zombies 2.0                  | The Vanishing              | 13. Okt. 2017        | 21. März 2018                         | Alexander Yellen    | John Hyams                      | 0,58 Mio.       |
| 47         | 4         | Der Große Pulk               | A New Mission: Keep Moving | 20. Okt. 2017        | 28. März 2018                         | Keith Allan         | Delondra Williams               | 0,62 Mio.       |
| 48         | 5         | Unsichtbare Feinde           | The Unknowns               | 27. Okt. 2017        | 4. Apr. 2018                          | J.D. McKee          | Craig Engler                    | 0,60 Mio.       |
| 49         | 6         | Zurück von den Untoten       | Back From the Undead       | 3. Nov. 2017         | 11. Apr. 2018                         | Alexander Yellen    | Michael Cassutt                 | 0,58 Mio.       |
| 50         | 7         | Battle-Rap auf Leben und Tod | Warren’s Wedding           | 10. Nov. 2017        | 18. Apr. 2018                         | Steve Graham        | Steve Graham                    | 0,65 Mio.       |
| 51         | 8         | Glaubenskrise                | Crisis of Faith            | 17. Nov. 2017        | 25. Apr. 2018                         | Jennifer Derwingson | Jennifer Derwingson             | 0,64 Mio.       |
| 52         | 9         | Schlechte Nachrichten        | We Interrupt This Program  | 24. Nov. 2017        | 2. Mai 2018                           | Dan Merchant        | Dan Merchant                    | 0,62 Mio.       |
| 53         | 10        | Waschen, schneiden, töten    | Frenemies                  | 1. Dez. 2017         | 9. Mai 2018                           | Juan A. Mas         | Abram Cox                       | 0,52 Mio.       |
| 54         | 11        | Rückkehr zu Mercy Labs       | Return to Mercy Labs       | 8. Dez. 2017         | 16. Mai 2018                          | Jodi Binstock       | Jodi Binstock                   | 0,57 Mio.       |
| 55         | 12        | Hallo, Mr. President         | Mt. Weather                | 15. Dez. 2017        | 23. Mai 2018                          | Dan Merchant        | Craig Engler                    | 0,61 Mio.       |
| 56         | 13        | Schwarzer Regenbogen         | The Black Rainbow          | 22. Dez. 2017        | 30. Mai 2018                          | Abram Cox           | Karl Schaefer & Daniel Schaefer | 0,56 Mio.       |

## Staffel 5
Die Erstausstrahlung der fünften Staffel war vom 5. Oktober bis zum 28. Dezember 2018 auf dem US-amerikanischen Kabelsender Syfy zu sehen. Die deutschsprachige Erstausstrahlung sendete der deutsche Pay-TV-Sender Syfy zwischen dem 7. März und dem 30. Mai 2019.
| Nr. (ges.) | Nr. (St.) | Deutscher Titel            | Originaltitel               | Erstausstrahlung USA | Deutschsprachige Erstausstrahlung (D) | Regie               | Drehbuch            | Zuschauer (USA) |
| ---------- | --------- | -------------------------- | --------------------------- | -------------------- | ------------------------------------- | ------------------- | ------------------- | --------------- |
| 57         | 1         | Vereint leben wir          | Welcome to the Newpocalypse | 5. Okt. 2018         | 7. März 2019                          | Abram Cox           | Karl Schaefer       | 0,54 Mio.       |
| 58         | 2         | Die Redenden und die Toten | A New Life                  | 12. Okt. 2018        | 14. März 2019                         | Alexander Yellen    | Michael Cassutt     | 0,51 Mio.       |
| 59         | 3         | Flucht aus Altura          | Escape from Altura          | 19. Okt. 2018        | 21. März 2019                         | Alexander Yellen    | Dan Merchant        | 0,37 Mio.       |
| 60         | 4         | Pacifica                   | Pacifica                    | 26. Okt. 2018        | 28. März 2019                         | Jodi Binstock       | Jodi Binstock       | 0,40 Mio.       |
| 61         | 5         | Zombiebomben               | Killing All the Books       | 2. Nov. 2018         | 4. Apr. 2019                          | Juan A Mas          | Jennifer Derwingson | 0,46 Mio.       |
| 62         | 6         | Alles oder nichts          | Limbo                       | 9. Nov. 2018         | 11. Apr. 2019                         | Dan Merchant        | Delondra Williams   | 0,46 Mio.       |
| 63         | 7         | Originalrezept             | Doc’s Stoned History        | 16. Nov. 2018        | 18. Apr. 2019                         | Jared Briley        | Collin Redmond      | 0,53 Mio.       |
| 64         | 8         | Ankunft in Heartland       | Heartland                   | 23. Nov. 2018        | 25. Apr. 2019                         | Steve Graham        | Steve Graham        | 0,45 Mio.       |
| 65         | 9         | Die Hüter der Wassers      | Water Keepers               | 30. Nov. 2018        | 2. Mai 2019                           | Jennifer Derwingson | Jennifer Derwingson | 0,44 Mio.       |
| 66         | 10        | Zu viel Lithium            | State of Mine               | 7. Dez. 2018         | 9. Mai 2019                           | Stuart Acher        | Dan Merchant        | 0,47 Mio.       |
| 67         | 11        | Hackerville                | Hackerville                 | 14. Dez. 2018        | 16. Mai 2019                          | J.D. McKee          | Michael Cassutt     | 0,43 Mio.       |
| 68         | 12        | Um jeden Preis             | At All Cost                 | 21. Dez. 2018        | 23. Mai 2019                          | Dan Merchant        | Dan Merchant        | 0,40 Mio.       |
| 69         | 13        | Das Ende                   | The End of Everything       | 28. Dez. 2018        | 30. Mai 2019                          | Alexander Yellen    | Karl Schaefer       | 0,48 Mio.       |